# Kid Vinil
Kid Vinil, nome artístico de Antônio Carlos Senefonte (Cedral, 10 de março de 1955 – São Paulo, 19 de maio de 2017), foi um cantor, radialista, compositor, apresentador de televisão e jornalista brasileiro.
Ficou famoso no rock brasileiro dos anos de 1980, quando foi vocalista das bandas Verminose, Magazine, Kid Vinil & Os Heróis do Brasil e Kid Vinil Xperience. Também foi um dos maiores incentivadores do início do movimento punk paulista, organizando shows e tocando músicas de bandas de punk rock e pós-punk em seu programa de rádio.
A marca registrada de Kid Vinil era seu "visual extravagante", com camisas de cores cítricas e calças quadriculadas, um cavanhaque ruivo e óculos pequenos.

## Biografia
Filho de colonos gregos e italianos, Kid Vinil foi apaixonado por música desde muito novo, quando ouvia Beatles e Rolling Stones. Seu apelido foi consequência desta paixão pela música. Em 1979, ele foi convidado por uma rádio para apresentar um programa de música pop alternativa. Foi como apresentador deste programa que ele adotou o "nome de guerra" Kid Vinil,
| “ | Kid Vinil foi um apelido criado em 1979 para um programa de rádio na Excelsior sobre punk e new wave. O nome foi bolado por mim e pelo produtor Pena Schmidt. A origem foi Kosmo Vinyl (manager do Clash) e Kid Jensen (locutor da BBC), Kid de um e Vinil do outro. | ” |

Em 1977, conheceu o som do grupo britânico The Clash e resolveu montar a primeira banda, a Verminose, mais voltada para o punk rock e o rockabilly. Depois de três anos tocando nos porões da capital paulista, o Verminose virou Magazine. A mudança de nome foi para atender às necessidades da indústria fonográfica. Segundo o próprio Kid Vinil “as gravadoras torciam o nariz para o nome. Magazine tinha mais a ver com o frescor da new wave que era a moda da época”.
Foi como vocalista do Magazine que Kid Vinil ficou famoso nos anos 1980, com as canções "Tic Tic Nervoso" (de Marcos Serra e Antonio Luiz), "Comeu" (de Caetano Veloso), "Sou Boy" e "Glub Glub No Clube". Pouco depois, após desentendimentos com os membros da banda, Kid decide se separar da banda.
Depois que saiu do Magazine, Kid Vinil gravou um disco com os Heróis do Brasil em 1986, intitulado Kid Vinil & Os Heróis do Brasil. No trabalho, com influências do blues, o cantor contou com André Christovam e a participação de Rita Lee e Roberto de Carvalho. Ainda na década de 80, Kid lançou um trabalho solo sem nenhum comprometimento comercial, chamado “O Toque do Vinil”.
Na televisão, participou em 1987 do programa Boca Livre na TV Cultura. Nesta mesma emissora, de 1989 a 1993, apresentou o programa Som Pop, que exibia videoclipes. Na Rede Bandeirantes, comandou o programa Mocidade Independente. Tornou-se VJ da MTV, participando de programas como Lado B, em que apresentava videoclipes de bandas underground, especialmente do exterior.
Em 1997, a popularidade e o jeito alegre de Kid Vinil lhe renderam uma homenagem do cantor Zeca Baleiro, que não o conhecia pessoalmente. No primeiro CD do cantor maranhense - Por Onde Andará Stephen Fry? - a faixa 10 se chama "Kid Vinil". Na letra, Zeca diz: “Kid Vinil, quando é que tu vai gravar um CD?”. O agradecimento de Kid também veio em forma de música, quando ele escreveu com o Magazine a letra: “Zeca, quando é que você vai gravar um LP?”.
Voltou com o Magazine em 2000, lançando um segundo trabalho pela gravadora Trama, o álbum Na Honestidade, em 2002. Encerradas as atividades com o Magazine, formou uma nova banda, o Kid Vinil Xperience, em 2005.
Em 2008, lançou um livro pela Ediouro Publicações intitulado Almanaque do Rock, que relata a trajetória do rock, começando pelos anos 1950 e indo até os dias atuais.
Viajou pelo Brasil trabalhando como DJ. Com o Kid Vinil Xperience, lançou, em 2010, o seu primeiro álbum, Time Was, um disco de covers de músicas favoritas e obscuras e, em 2013, o primeiro álbum de vídeo, Vinil Ao Vivo, gravado em 2010 na cidade de Novo Horizonte, pelo selo Galeão, com interpretações de todos os hits de sua carreira. Em 2013 lançou, com o Kid Vinil Experience, seu último disco com material inédito, um compacto de vinil 7 polegadas, com as músicas "Beatriz" e "Música Panfletária". Foi lançado em uma edição limitada a 300 cópias pelo seu próprio selo, a Kid Vinil Records.
Kid Vinil foi responsável por produzir o primeiro disco, através da gravadora Trama, da violeira Helena Meirelles, reconhecida mundialmente por seu talento como tocadora da denominada viola caipira (às vezes denominada simplesmente viola). Além dela, Kid Vinil também produziu em 1998 o álbum Com Defeito de Fabricação, de Tom Zé. Este lançado anteriormente nos Estados Unidos pelo músico David Byrne (ex-Talking Heads), em uma visita ao Rio de Janeiro. Kid Vinil dizia que um belo dia encontrou-se com Tom Zé no sinal e, numa conversa rápida, este lhe comentou que estava tendo dificuldades em encontrar uma gravadora no Brasil que lançasse este mesmo disco por aqui. Kid Vinil prontamente procurou o pessoal da gravadora Trama, na qual tratou de lançar este, que seria eleito um dos dez melhores álbuns do ano pelo The New York Times.

### Vida pessoal
Kid era dono de um cachorro da raça golden retriever chamado Cosmos, que foi adotado pelo músico quando o bichinho tinha apenas 50 dias. Quando da morte de Kid, o cachorro, de 13 anos, virou notícia ao emocionar a todos, ficando ao lado do caixão o tempo todo durante o velório.
O cantor teve um relacionamento com o advogado Jaime Gaeta, com o qual viveu por quase 30 anos, e não tinha filhos. Em entrevista ao jornal Extra, Jaime revelou as razões de ambos manterem o casamento de anos longe dos holofotes: “Não me sentia confortável, e ele também não queria me expor. Ia ter um impacto muito grande na carreira dele, e eu também tinha uma carreira jurídica, os tempos eram outros. Optamos em abrir apenas para amigos próximos”.

### Morte
Em 16 de abril de 2017, Kid Vinil sentiu-se mal durante uma apresentação em Conselheiro Lafaiete, entrando em estado de coma logo em seguida. Posteriormente foi transferido para São Paulo, onde morreu em 19 de maio por complicações de um ataque cardíaco sofrido no mês anterior.

## Discografia
Disco solo
- Kid Vinil (LP, RGE) (1989)

Com Kid Vinil & Os Heróis do Brasil
- Kid Vinil & Os Heróis do Brasil (LP, gravadora 3M) (1986)

Com a Banda Verminose
- Xu-Pa-Ki (CD, independente) (1995)

Com a banda Magazine
- Soy Boy/Kid Vinil (Compacto Simples, WWE/Elektra) (1983)
- Magazine (LP, WEA/Elektra) (1983)
- Adivinhão/Casa da Mãe (1983 Compacto Simples, WEA/Elektra) (1983)
- Tic Tic Nervoso/Atentado ao Pudor (Compacto Simples, WEA/Elektra) (1984)
- Glub Glub no Clube/Sapatos Azuis (Compacto Simples, WEA/Elektra) (1985)
- Comeu/Crucial (Compacto Simples, WEA/Elektra) (1985)
- Na Honestidade (CD, Trama) (2002)

Com a banda Kid Vinil Xperience
- Time Was (CD, Kid Vinil Records) (2010)
- Vinil Ao Vivo (DVD, Galeão Discos, gravado ao vivo) (2013)
- "Beatriz" / "Música Panfletária" (vinil, compacto, Kid Vinil Records) (2013)